# Наталья Старр
Наталья Старр (англ. Natalia Starr, род. 22 марта 1993 года) — сценический псевдоним американской порноактрисы польского происхождения Катажины Тышской (пол. Katarzyna Tyszka).

## Биография
Старр родилась в Польше и в 2000 году в семилетнем возрасте переехала в США. Детство провела в Уильямсберге (Бруклин) и Куинсе.
В порноиндустрию пришла в августе 2012 года, подписав контракт с LA Direct Models. Первоначально она работала гламур-моделью для Digital Desire и Twistys.
У Натальи есть сестра — Наташа Старр, которая также является порноактрисой. Вместе девушки известны как «Сёстры Старр». В 2013 году они были названы Кисками месяца Penthouse в июле и августе соответственно, что стало первым прецедентом в истории журнала, когда сёстры становились Penthouse Pets. В августе 2013 года сёстры подписали контракт с OC Modeling. По состоянию на июль 2015 год девушки представляют агентство Sylvaria.
В сентябре 2014 года сёстры Старр снялись в одном эпизоде сериала «Сыны анархии».
На 2024 год Наталья Старр снялась в 738 порнофильмах.

## Награды и номинации
| Год  | Награда                    | Результат | Категория                                                                          | Фильм                                    |
| ---- | -------------------------- | --------- | ---------------------------------------------------------------------------------- | ---------------------------------------- |
| 2014 | AVN Award                  | Номинация | Лучшая новая старлетка                                                             | н/д                                      |
| 2014 | XBIZ Award                 | Номинация | Лучшая новая старлетка                                                             | н/д                                      |
| 2015 | AVN Award                  | Номинация | Награда поклонников: лучшие сиськи                                                 | н/д                                      |
| 2016 | AVN Award                  | Номинация | Награда поклонников: лучшие сиськи                                                 | н/д                                      |
| 2016 | RISE Award                 | Номинация | Самая милая киска                                                                  | н/д                                      |
| 2017 | AVN Award                  | Номинация | Лучшая лесбийская групповая сцена (вместе с Бруклин Чейз и Лилли Эванс)            | Lesbian Love Stories 8: Partner Exchange |
| 2018 | AVN Award                  | Номинация | Исполнительница года                                                               | н/д                                      |
| 2018 | AVN Award                  | Номинация | Лучшая анальная сцена (вместе с Джеймсом Дином)                                    | Back in the Butt                         |
| 2018 | AVN Award                  | Номинация | Лучшая лесбийская групповая сцена (вместе с Дженной Фокс и Кирой Нуар)             | Zebra Girls 4                            |
| 2018 | AVN Award                  | Номинация | Лучшая сцена триолизма (П/П/Д) (вместе с Айзеей Максвеллом и Джейсоном Брауном)    | Bottle Service                           |
| 2018 | Fleshbot Award             | Номинация | Исполнительница года                                                               | н/д                                      |
| 2018 | Spank Bank Technical Award | Победа    | Squat Master                                                                       | н/д                                      |
| 2018 | Urban X Award              | Номинация | Межрасовая звезда года                                                             | н/д                                      |
| 2018 | XBIZ Award                 | Номинация | Лучшая сцена секса — только секс (вместе с Дэнни Маунтином)                        | Perfectly Natural 11                     |
| 2018 | XBIZ Europa Award          | Номинация | Лучшая актриса                                                                     | Nevermore                                |
| 2019 | AVN Award                  | Номинация | Лучшая сцена секса парень/девушка в иностранном фильме (вместе с Феликсом Джонсом) | Nevermore                                |
| 2019 | NightMoves Award           | Номинация | Лучшее тело                                                                        | н/д                                      |
| 2019 | NightMoves Award           | Номинация | Невоспетая исполнительница года                                                    | н/д                                      |
| 2020 | XBIZ Europa Award          | Номинация | Лучшая сцена секса — полнометражный фильм (вместе с Альберто Бланко и Хенесси)     | Turning Nympho                           |
| 2021 | AVN Award                  | Номинация | Лучшая сцена двойного проникновения (вместе с Крисом Даймондом и Миком Блу)        | Compromise (из Excess)                   |